# Đất

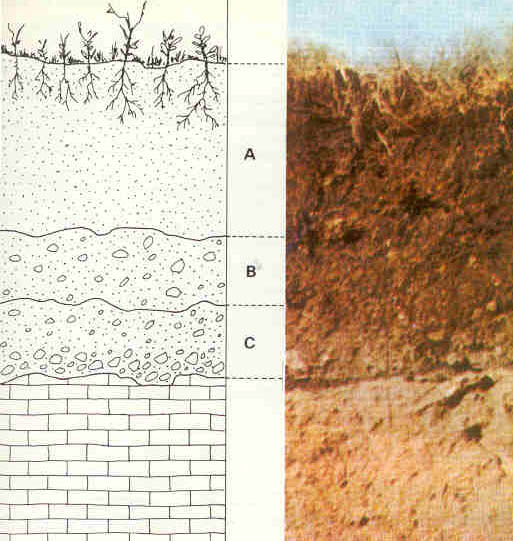
Đại diện cho các lớp đất; B đại diện cho đá ong, regolith; C đại diện saprolit, phong hóa ít; lớp dưới cùng là đá cứng

Đất hay thổ, thổ nhưỡng là tập hợp của các vật chất bao gồm chất hữu cơ, khoáng chất, chất lỏng, chất khí và sinh vật nằm bao phủ trên bề mặt của Trái Đất; có khả năng hỗ trợ sự sinh trưởng của thực vật cũng như là môi trường sinh sống của các dạng sự sống động vật từ các vi sinh vật tới các loài động vật nhỏ.
V.V.Dokuchaev, nhà khoa học người Nga tiên phong trong lĩnh vực khoa học đất cho rằng: Đất như là một thực thể tự nhiên có nguồn gốc và lịch sử phát triển khác nhau, là thực thể với những quá trình phức tạp và đa dạng diễn ra trong nó. Đất được coi là khác biệt với đá. Đá trở thành đất dưới ảnh hưởng của một loạt các yếu tố tạo thành đất như khí hậu, cây cỏ, khu vực, địa hình và tuổi. Theo ông, đất có thể được gọi là các tầng trên nhất của đá không phụ thuộc vào dạng; chúng bị thay đổi một cách tự nhiên bởi các tác động phổ biến của nước, không khí và một loạt các dạng hình của các sinh vật sống hay chết.
Đất vô cùng quan trọng cho mọi loại hình sự sống trên Trái Đất, vì nó hỗ trợ sự sinh trưởng của thực vật, các loài thực vật lại cung cấp thức ăn và oxy (O2) cũng như hấp thụ dioxide cacbon (CO2) đồng thời tạo ra thức ăn cho con người.)

## Thành phần
Các loại đất dao động trong khoảng rộng về thành phần và cấu trúc theo từng khu vực. Các loại đất được hình thành thông qua quá trình phong hóa của các loại đá và sự phân hủy của các chất hữu cơ. Phong hóa là tác động của gió, mưa, băng, ánh nắng và các tiến trình sinh học trên các loại đá theo thời gian, các tác động này làm đá vỡ vụn ra thành các hạt nhỏ. Các thành phần khoáng chất và các chất hữu cơ xác định cấu trúc và các thuộc tính khác của các loại đất.
Đất có thể chia ra thành hai lớp tổng quát hay tầng: tầng đất bề mặt, là lớp trên cùng nhất, ở đó phần lớn các loại rễ cây, vi sinh vật và các loại hình sự sống động vật khác cư trú và tầng đất cái, tầng này nằm sâu hơn và thông thường dày đặc và chặt hơn cũng như ít các chất hữu cơ hơn.
Nước, không khí cũng là thành phần của phần lớn các loại đất. Không khí, nằm trong các khoảng không gian giữa các hạt đất, và nước, nằm trong các khoảng không gian cũng như bề mặt các hạt đất, chiếm khoảng một nửa thể tích của đất. Cả hai đều đóng vai trò quan trọng trong sự sinh trưởng của thực vật và các loại hình sự sống khác trong thiết diện đứng của đất trong một hệ sinh thái cụ thể.
Căn cứ vào tỉ lệ các loại hạt (thành phần đá và khoáng chất) trong đất người ta chia đất ra làm ba loại chính: đất cát, đất thịt và đất sét. Chúng có các tỉ lệ các hạt cát, limon và sét như sau:
- Đất cát: 85% cát, 10% limon và 5% sét.
- Đất thịt:45% cát, 40% limon và 15% sét.
- Đất sét:25% cát, 30% limon và 45% sét.
- Giữa các loại đất này còn có các loại đất trung gian. Ví dụ: Đất cát pha, đất thịt nhẹ...

Các loại đất nguyên thủy bị chôn vùi dưới các hiệu ứng của các sinh vật được gọi là đất cổ.
Các loại đất tiến hóa tự nhiên theo thời gian bởi các hoạt động của thực vật, động vật và phong hóa. Đất cũng chịu ảnh hưởng bởi các hoạt động sống của con người. Con người có thể cải tạo đất để làm cho nó thích hợp hơn đối với sự sinh trưởng của thực vật thông qua việc bổ sung các chất hữu cơ và phân bón tự nhiên hay tổng hợp, cũng như cải tạo tưới tiêu hay khả năng giữ nước của đất. Tuy nhiên, các hoạt động của con người cũng có thể làm thoái hóa đất bởi sự làm cạn kiệt các chất dinh dưỡng, ô nhiễm cũng như làm tăng sự xói mòn đất.

## Độ phì nhiêu
Độ phì nhiêu của đất là khả năng cung cấp đủ nước, oxi và chất dinh dưỡng cần thiết cho cây trồng bảo đảm năng suất cao, đồng thời không chứa các chất có hại cho cây.
Độ phì nhiêu của đất là một trong những yếu tố quyết định năng suất cây trồng. Muốn cây trồng có năng suất cao, ngoài độ phì nhiêu của đất cần phải có thêm các điều kiện: giống tốt, chăm sóc tốt và thời tiết thuận lợi.
Nhờ các hạt cát, limon, sét và chất mùn mà đất có khả năng giữ được nước và các chất dinh dưỡng. Đất chứa nhiều hạt có kích thước bé, đất càng chứa nhiều mùn, khả năng giữ nước và chất dinh dưỡng càng tốt.

## Tiến hóa tự nhiên của đất
Một ví dụ về sự tiến hóa tự nhiên của đất từ đá diễn ra trên các dòng dung nham đã nguội trong các khu vực ấm áp dưới tác động của lượng mưa nhiều và lớn. Thực vật có thể thích nghi và sinh trưởng rất mau trong những khí hậu như vậy trên các dung nham bazan đã nguội, thậm chí ngay cả khi ở đó có rất ít các chất hữu cơ. Các loại đá xốp có nguồn gốc từ dung nham bên trong có chứa nước và các chất dinh dưỡng giúp cho cây sinh trưởng. Các chất hữu cơ dần dần được tích lũy; nhưng trước khi điều đó xảy ra, chủ yếu là các loại đá xốp trong đó rễ cây có thể mọc cũng có thể được coi là đất.

## Các quá trình hóa học trong đất
Phong hóa giải phóng các ion, chẳng hạn như kali (K+) và magnesi (Mg2+) vào trong các dung dịch đất. Một số bị hấp thụ bởi thực vật, và phần còn lại có thể liên kết với các hợp phần đất (chất hữu cơ, khoáng sét) hoặc tồn tại tự do trong dung dịch đất. Cân bằng về hàm lượng các ion trong các hợp phần đất khác nhau là cân bằng động - bị chi phối bởi các quá trình trao đổi và hấp phụ cation, anion. Sự chuyển dịch cân bằng có thể xuất phát từ những thay đổi lý học, hóa học của đất.
Cùng với quá trình axit hóa đất(chua hóa), các cation hấp thụ bởi khoáng sét có thể bị trao đổi (bởi H+) và bị rửa trôi. Ngoài ra, axit hóa đất cũng là một trong những nguyên nhân thúc đẩy quá trình phong hóa khoáng sét, giải phóng một số ion độc hại đối với thực vật Al3+ (Al3+ là một trong những thành phần chính cấu tạo nên các silicat của đất). Bón vôi (vôi bột hoặc vôi tôi) được coi là một trong những biện pháp hữu hiệu để cải tạo và ngăn chặn quá trình chua hóa đất đai.
Mặc dù các nguyên tố như nitơ, kali và phosphor là cần thiết nhất để thực vật sinh trưởng có thể có rất nhiều trong đất, nhưng chỉ có một phần nhỏ của các nguyên tố này nằm ở dạng hóa học mà thực vật có thể hấp thụ được. Trong các quá trình như cố định đạm và hóa khoáng, các loại vi sinh vật chuyển hóa các dạng vô ích (chẳng hạn như NH4+) thành các dạng có ích (chẳng hạn NO3-) mà cây cối có khả năng sử dụng được. Các quá trình trao đổi, chuyển hóa, tương tác giữa thổ quyển (đất), thủy quyển (nước), khí quyển (không khí) và sinh quyển (quyển sống) thông qua các chu trình sinh địa hóa (chu trình nitơ và chu trình cacbon...) giúp cho vòng tuần hoàn của các nguyên tố này được khép kín.
Các thành phần hữu cơ của đất có nguồn gốc từ các mảnh vụn thực vật (xác lá cây), các chất thải động vật (phân, nước tiểu, xác chết v.v) và các chất hữu cơ chưa phân hủy khác. Các chất này khi bị phân hủy, và tái tổ hợp tạo ra chất mùn, là một loại chất màu sẫm và giàu các chất dinh dưỡng. Về mặt hóa học, chất mùn bao gồm các phân tử rất lớn, bao gồm các este của các axit cacboxylic, các hợp chất của phenol, và các dẫn xuất của benzen. Thông qua quá trình khoáng hóa, các chất hữu cơ trong đất bị phân giải và cung cấp các chất dinh dưỡng cần thiết để thực vật phát triển. Các chất hữu cơ cũng đảm bảo độ xốp cần thiết cho việc giữ nước, khả năng tưới tiêu và quá trình oxy hóa của đất.
Khô hạn của đất sẽ thúc đẩy sự xâm nhập của oxy không khí vào đất, đồng thời gia tăng quá trình oxy hóa đất và giảm hàm lượng chất hữu cơ đất. Một ví dụ về điều này có thể xem ở các loại đất tại khu vực Everglades của Florida, ở đó người ta đã tưới tiêu cho nông nghiệp, chủ yếu trong sản xuất mía đường. Nguyên thủy, đất đai ở đây rất giàu các chất hữu cơ, nhưng quá trình oxy hóa và sự nén đất đã dẫn tới sự phá hủy cấu trúc đất và các chất dinh dưỡng và làm thoái hóa đất.

## Phân loại đất theo mục đích sử dụng

### Đất nông nghiệp
Đất nông nghiệp là các loại đất rừng, đất được sử dụng vào mục đích sản xuất nông nghiệp, nuôi trồng thủy sản và làm muối; bao gồm:
- Đất trồng cây hàng năm gồm đất trồng lúa và đất trồng cây hàng năm khác;
- Đất trồng cây lâu năm;
- Đất rừng sản xuất;
- Đất rừng phòng hộ;
- Đất rừng đặc dụng;
- Đất nuôi trồng thủy sản;
- Đất làm muối;
- Đất nông nghiệp khác gồm: đất sử dụng để xây dựng nhà kính, các công trình phục vụ mục đích trồng trọt, kể cả các hình thức trồng trọt không trực tiếp trên đất; chăn nuôi gia súc, gia cầm và các loại động vật khác được pháp luật cho phép; đất trồng trọt, chăn nuôi, nuôi trồng thủy sản cho mục đích học tập, nghiên cứu thí nghiệm; đất ươm tạo cây giống, con giống và đất trồng hoa, cây cảnh...

### Đất phi nông nghiệp
Là loại đất đã được sử dụng nhưng không dùng vào mục đích sản xuất nông nghiệp nêu trên; nó bao gồm:
- Đất ở;
- Đất xây dựng trụ sở cơ quan; xây dựng công trình sự nghiệp gồm đất xây dựng trụ sở của tổ chức sự nghiệp; đất xây dựng cơ sở văn hóa, xã hội, y tế, giáo dục và đào tạo, thể dục thể thao, khoa học và công nghệ, ngoại giao và công trình sự nghiệp khác;
- Đất sử dụng vào mục đích quốc phòng, an ninh;
- Đất sản xuất, kinh doanh phi nông nghiệp gồm đất khu công nghiệp, cụm công nghiệp, khu chế xuất; đất thương mại, dịch vụ; đất cơ sở sản xuất phi nông nghiệp; đất sử dụng cho hoạt động khoáng sản; đất sản xuất vật liệu xây dựng, làm đồ gốm;
- Đất sử dụng vào mục đích công cộng: đất giao thông (gồm cảng hàng không, sân bay, cảng đường thủy nội địa, cảng hàng hải, hệ thống đường sắt, hệ thống đường bộ và công trình giao thông khác); thủy lợi; đất có di tích lịch sử - văn hóa, danh lam thắng cảnh; đất sinh hoạt cộng đồng, khu vui chơi, giải trí công cộng; đất công trình năng lượng; đất công trình bưu chính, viễn thông; đất chợ; đất bãi thải, xử lý chất thải và đất công trình công cộng khác;
- Đất cơ sở tôn giáo, tín ngưỡng (đất xây đền, nhà thờ...);
- Đất làm nghĩa trang, nghĩa địa, nhà tang lễ, nhà hỏa táng;
- Đất sông, ngòi, kênh, rạch, suối và mặt nước chuyên dùng;
- Đất phi nông nghiệp khác gồm: đất làm nhà nghỉ, lán, trại cho người lao động trong cơ sở sản xuất; đất xây dựng kho và nhà chứa nông sản, vật tư, thiết bị máy móc, công cụ phục vụ cho sản xuất nông nghiệp và đất xây dựng công trình khác của người sử dụng đất không nhằm mục đích kinh doanh mà công trình đó không gắn liền với đất ở;

### Đất chưa sử dụng
Gồm các loại đất chưa xác định mục đích sử dụng như bãi bồi ven sông, ven biển...